# Yōsuke Yamamoto
Yōsuke Yamamoto (jap. 山本洋祐, Yamamoto Yōsuke; * 22. Juni 1960 in der Präfektur Kumamoto) ist ein ehemaliger japanischer Judoka. Er war 1987 Weltmeister im Halbleichtgewicht, der Gewichtsklasse bis 65 Kilogramm.

## Sportliche Karriere
Der 1,68 m große Yamamoto gewann 1984 das Tournoi de Paris. Bei den Asienspielen 1986 in Seoul erkämpfte er die Silbermedaille hinter dem Südkoreaner Lee Kyung-keun. Im Jahr darauf bezwang er bei den Weltmeisterschaften in Essen im Viertelfinale den Ungarn Tamás Bujkó. Im Halbfinale besiegte er den Australier Warren Rosser. Den Weltmeistertitel erkämpfte Yamamoto durch seinen Finalsieg über Juri Sokolow aus der Sowjetunion.
Bei den Olympischen Spielen 1988 in Seoul gewann Yamamoto seinen ersten Kampf gegen Udo Quellmalz aus der DDR durch Waza-ari. Im Achtelfinale schlug er Joe Marchal aus den Vereinigten Staaten durch Ippon nach 1:12 Minuten. Im Viertelfinale gegen den Österreicher Josef Reiter siegte Yamamoto nach 4:52 Minuten. Im Halbfinale unterlag er dem Polen Janusz Pawłowski nach 4:23 Minuten. Seit seinem ersten Kampf waren Yamamotos Kämpfe nicht mehr über die volle Zeit gegangen und auch den Kampf um Bronze gegen den Neuseeländer Brent Cooper gewann er nach 1:40 Minuten.
Im Jahr nach den Olympischen Spielen schied Yamamoto bei den Weltmeisterschaften 1989 in Belgrad in der ersten Runde gegen den Mongolen Bonomatsoe Erdenebaatar aus. 1990 belegte Yamamoto bei den Goodwill Games noch einmal den dritten Platz.